# Robert F. Overmyer
Robert Franklyn Overmyer (* 14. Juli 1936 in Lorain, Ohio; † 22. März 1996 in Duluth, Minnesota) war ein amerikanischer Astronaut.
Overmyer besuchte die Westlake High School in Westlake (Ohio). 1958 erhielt er einen Bachelor in Physik vom Baldwin Wallace College und 1964 einen Master in Luftfahrttechnik von der Naval Postgraduate School.
Im Januar 1958 trat Overmyer ins United States Marine Corps ein. Dort wurde er zum Marineflieger und später auch zum Testpiloten ausgebildet.

## Astronautentätigkeit
1966 wurde Overmyer für das Manned-Orbiting-Laboratory-Programm (MOL) der U.S. Air Force ausgewählt und war als Besatzung der militärischen Raumstation vorgesehen, bis das Programm im Jahr 1969 gestoppt wurde.
Im August 1969 wurde er von der NASA ins Astronautenprogramm aufgenommen. Von 1969 bis 1971 arbeitete in der Entwicklung der Skylab-Raumstation. In den Jahren 1971 bis 1975 war er Mitglied der Unterstützungsmannschaften für die Apollo-17-Mondmission und das Apollo-Sojus-Test-Projekt, für das er im Kontrollzentrum in Moskau eingesetzt war.
1976 kam Overmyer zum Space-Shuttle-Programm. 1977 flog Overmyer ein T-38-Beobachtungsflugzeug während zweier Testflüge des Space-Shuttle-Prototyps Enterprise und unterstützte so die Anflug- und Landetests mit der Enterprise. 1979 arbeitete er an der Fertigstellung und der Vorbereitung der Raumfähre Columbia für ihren ersten Flug mit.
Overmyer war Pilot der Mission STS-5, der ersten Space-Shuttle-Mission, die kein Testflug war. Am 11. November  1982 startete er mit der Raumfähre Columbia zu seinem ersten Flug ins All. Er wurde begleitet von Kommandant Vance D. Brand und den Missionsspezialisten Joseph Allen und William Lenoir. Der erste Raumflug von vier Personen in einem Raumschiff brachte zwei Kommunikationssatelliten in einen Erdorbit. Daneben wurden weitere Tests am Shuttle und verschiedene medizinische und andere Experimente durchgeführt. Nach fünf Tagen landete Overmyer auf der Edwards Air Force Base in Kalifornien.
Am 29. April 1985 startete Overmyer als Kommandant der Raumfähre Challenger zur Mission STS-51-B. Die Spacelab-3-Mission (SL-3) diente zur Untersuchung von Flüssigkeiten und Werkstoffen im schwerelosen Raum. Für biologische Untersuchungen waren zudem zwei Affen und 24 Nagetiere an Bord. Nach sieben Tagen landete Overmyer auf der Edwards Air Force Base.
Im Mai 1986 verließ Overmyer die NASA und auch das Marine Corps.

## Privates
Robert Overmyer starb am 22. März 1996 beim Absturz eines Leichtflugzeuges, das er gerade testete. Er hinterließ seine Frau Katherine und seine drei Kinder.